# Красноармійська (Росія)
Красноармі́йська (рос. Красноармейская, башк. Красноармейская) — присілок у складі Стерлітамацького району Башкортостану, Росія. Входить до складу Первомайської сільської ради.
До 9 лютого 2008 року присілок називався селище Красноармійського отділення.
Населення — 245 осіб (2010; 272 в 2002).
Національний склад:
- башкири — 33%
- чуваші — 28%